# 碳正离子

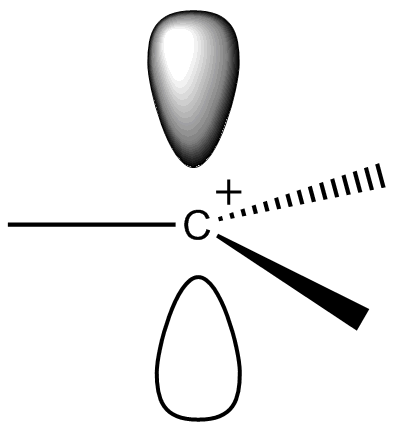
碳正离子

碳正離子，又稱作碳陽離子，是一個帶有正電的碳原子，其中最簡單的形式為甲基碳正離子CH3+，跟乙基碳陽離子C2H5+。有些碳正離子基會帶有兩個或更多的正電，正電可能會在同一個或是不同的碳上，如乙烯雙陽離子基C2H42+。
直到1970年代早期，碳陽離子都被視為碳離子。在近代的化學中，帶正電的碳原子就視作一個碳陽離子。根據碳原子的價數可以分成兩大類：三價的碳離子（質子化的碳烯），或五到六價的碳離子（質子化的烷類），而命名法為乔治·安德鲁·欧拉（George A. Olah）所發表，碳正離子能藉由分散或离域正電荷來達到穩定。

## 歷史
碳陽離子的歷史可追溯到1891年，G. Merling說他將溴加到環庚三烯（cycloheptatriene）上，然後加熱結晶化產物取得水溶性物質C7H7Br，產生一個他無法解釋的結構。然而， Doering 跟Knox預測是符合Hückel's 規則的溴化環庚三烯的芳香族來解釋這個現象。
1902年，Norris 跟Kehrman分別發現無色的三苯基甲醇（triphenylmethanol）在濃硫酸中會變成深黃色。相似地，三苯基氯甲烷（Triphenylmethyl chloride）會跟鋁、錫氯化物形成有機複合物。同年，阿道夫·冯·拜尔 (Adolf von Baeyer)認為其化合物形成一個類似鹽類的構造。阿道夫猜測顏色跟鹽類結構之間的關係就好比孔雀石綠（malachite green）。
碳陽離子在許多有機反應中扮演中間物的角色。其概念最早由Julius Stieglitz於1899年發表，Hans Meerweiny在他於1922做的研究Wagner-Meerwein rearrangement（重組）對其概念有更深的發展。且碳正離子在SN1，E1及重組反應（如Whitmore 1,2 轉移）中被發現有參與反應進行。很長的一段時間，美國的化學家不願意去接受一個新的化學概念，在文章中也不去提到碳正離子此概念。
第一個溶液中穩定的碳正離子的NMR圖譜在1958由Doering等人所發表。其為七甲基苯離子（heptamethylbenzenium ion），由六甲基苯加上氯化鋁、氯甲烷所製成。Story等人於1960製備出穩定的7-norbornadienyl 陽離子，藉由norbornadienyl chloride與-80℃下溶於液態二氧化硫的四氟硼酸銀（Silver tetrafluoroborate）反應產生。此NMR圖譜顯示出一個非傳統的中間物（第一個發現的非傳統穩定離子）
1962年，Olah藉由核磁共振直接發現三級丁基碳陽離子跟溶於魔酸（magic acid）裡的三級丁基氟一樣穩定。Norbornyl陽離子的NMR圖譜最先由 Schleyer等人發表，而Saunders等人則顯示出屏障間質子搶奪的過程。

## 結構與特性
碳陽離子中帶有電荷的碳原子為六價態（sixtet），即外層電子只有六顆，而非符合八隅體的八顆。因此碳陽離子反應性高，以轉變成有八顆電子的碳原子。其軌域為sp2混成軌域跟一個空的p軌域，而非sp3杂化，其中一個帶有正電。分子模型為平面三角形。簡單的例子如CH3+ 。而碳正離子常作為親電體，像氫氧離子、鹵素離子的結合對象。
碳正離子通常會進行重組反應，以反應常數超過109 /秒的速度從較不穩定的結構轉變到較穩定的結構。此現象讓許多化合物的合成過程變得複雜。例如：將3-戊醇跟HCl水溶液共熱產生3-戊基碳正離子，會因重組反應產生3-戊基跟2-戊基的混和物。再跟氯離子進行反應得到的產物會有約1/3的3-氯戊烷跟2/3的2-氯戊烷。
碳正離子能藉由與相鄰的碳-碳雙鍵共振來達到穩定。像是烯丙基陽離子（allyl cation）跟苄基陽離子（benzylic cation）就相較於其他碳正離子更加穩定。能夠形成烯丙基或苯基碳正離子的分子其反應性就會較佳。經由與碳正離子空的p軌域與鄰近的π鍵重疊，C+能夠有額外的穩定性。軌域的重疊能夠讓複數的原子分享電荷，同時穩定碳陽離子。另一個穩定碳陽離子的因素是超共軛（Hyperconjugation），空的p軌域接受鄰近碳上的電子對來將正電轉給對方。